# Insuficiência cardíaca
Insuficiência cardíaca (IC), muitas vezes descrita como insuficiência cardíaca congestiva (ICC), é uma condição em que o coração é incapaz de bombear sangue na corrente sanguínea em quantidade suficiente para dar resposta às necessidades do corpo, ou para fazê-lo, recorrer à pressão de enchimento elevada  Os sinais e sintomas mais comuns incluem falta de ar, fadiga e pernas inchadas. A falta de ar geralmente agrava-se com o exercício físico ou em posição deitada, e é capaz de acordar a pessoa durante a noite. Existe também uma redução da capacidade para a realização de exercício físico. A dor torácica, incluindo angina, geralmente não é um sintoma de insuficiência cardíaca.
Entre as causas mais comuns de insuficiência cardíaca estão a doença arterial coronária, incluindo um episódio anterior de enfarte do miocárdio, hipertensão, fibrilação auricular, valvopatia, consumo excessivo de bebidas alcoólicas, infeções e miocardiopatia de causa desconhecida. Estes causam insuficiência cardíaca, alterando a estrutura ou do funcionamento do coração. Existem dois tipos principais de insuficiência cardíaca: insuficiência cardíaca de fração de ejeção reduzida e insuficiência cardíaca com fração de ejeção preservada, dependo de estar ou não afetada a capacidade do ventrículo de se contrair, ou da capacidade do coração em relaxar. A gravidade da doença é geralmente classificada em função do grau de problemas ao realizar exercício. A insuficiência cardíaca não é o mesmo que enfarte do miocárdio (em que parte do músculo cardíaco morre) nem que paragem cardiorrespiratória (em que a corrente sanguínea é interrompida). Entre outras doenças com sintomas semelhantes à insuficiência cardíaca estão a obesidade, insuficiência renal, problemas no fígado, anemia e doenças da tiroide.
O diagnóstico da condição tem por base o histórico de sinais e sintomas e um exame físico confirmado por ecocardiografia. As análises ao sangue, um eletrocardiograma e radiografia de tórax podem ajudar a determinar a causa subjacente. O tratamento depende da gravidade e da causa da doença. Em pessoas com insuficiência crónica moderada e estável, o tratamento geralmente consiste em modificações do estilo de vida como deixar de fumar, praticar exercício físico, alterações na dieta e medicação. Em pessoas com insuficiência cardíaca devida a disfunção do ventrículo esquerdo, é recomendada a administração de inibidores da enzima de conversão da angiotensina e antagonistas do recetor da angiotensina II. Em pessoas com doença grave, podem ser usados antagonistas da aldosterona ou hidralazina com um nitrovasodilatador. Os diuréticos são úteis na prevenção de retenção de fluidos. Por vezes, dependendo da causa, pode ser recomendado o implante de um dispositivo como um pacemaker ou um cardioversor desfibrilhador implantável. Em alguns casos moderados ou graves pode ser sugerida terapia de ressincronização cardíaca ou modulação da força de contração muscular. Em pessoas com doença grave que não responderam a outros tratamentos pode ser recomendado um dispositivo de assistência ventricular ou um transplante de coração.
A insuficiência cardíaca é uma condição comum, com elevados custos e potencialmente fatal. Em países desenvolvidos, cerca de 2% dos adultos são afetados pela doença, valor que aumenta para 6–10% em pessoas acima dos 65 anos de idade. No ano seguinte ao diagnóstico, o risco de morte é de cerca de 35%, diminuindo a partir daí para menos de 10% em cada ano. Este risco é semelhante ao de alguns tipos de cancro. No Reino Unido, a doença é responsável por 5% dos casos de admissão urgente no hospital. A insuficiência cardíaca é conhecida desde a Antiguidade e já era mencionado no Papiro de Ebers, datado de cerca de 1550 a.C.

## Insuficiência Cardíaca Aguda (ICA)
É um acontecimento súbito e catastrófico de grande risco e que ocorre devido à qualquer situação que torne o coração incapaz de uma ação eficaz. Geralmente a Insuficiência Cardíaca Aguda é consequente a um infarto do miocárdio, ou a uma arritmia severa do coração. Existem ainda as Insuficiências Cardíacas Agudas provocadas por doenças não cardíacas. A Insuficiência Cardíaca Aguda é uma situação grave, exige tratamento médico emergencial, e mesmo assim é, muitas vezes, fatal.
Exemplo delas são a hemorragia severa, o traumatismo cerebral grave e o choque elétrico de alta voltagem.

## Insuficiência Cardíaca Congestiva (ICC)
É o estado fisiopatológico em que o coração é incapaz de bombear sangue a uma taxa satisfatória às necessidades dos tecidos metabolizadores, ou pode fazê-lo apenas a partir de uma pressão de enchimento elevada.
A Insuficiência Cardíaca Congestiva pode aparecer de modo agudo mas geralmente se desenvolve gradualmente, às vezes durante anos. Sendo uma condição crônica, gera a possibilidade de adaptações do coração o que pode permitir uma vida prolongada, às vezes com alguma limitação aos seus portadores, se tratada corretamente.
Suas principais complicações variam conforme o lado afetado do coração. Uma insuficiência cardíaca congestiva esquerda reduz o bombeamento de sangue do ventrículo esquerdo, causando acúmulo de sangue no átrio esquerdo, e consequentemente na circulação pulmonar; o que muitas vezes pode levar a edemas pulmonares, manifestando-se clinicamente com falta de ar. Já do lado direito do coração, há retenção sanguínea no ventrículo e átrio direitos, causando congestão da circulação sistêmica — a principal manifestação clínica é a presença de inchaço (edema), principalmente nos membros inferiores. A insuficiência cardíaca congestiva também pode se apresentar de forma biventricular — condição geralmente iniciada por uma ICC esquerda, que congestiona a circulação pulmonar, dificultando a ejeção do ventrículo direito, causando ICC direita. Os sintomas são pulmonares e sistêmicos.

## Epidemiologia
No mundo:
23 milhões de casos.
Nos EUA:
Maior problema de saúde pública;
5,2 milhões de casos; 550 mil novos casos/ano; 12 a 15 milhões de consultas médicas; 6,5 milhões de dias de internamentos/ano; reinternamentos em 30-50% em 6 meses; 300 000 mortes anuais; 54 000 mortes diretas; Custo de U$ 15 bilhões/ano/ internamentos.
No Brasil: 6,5 milhões de doentes; 30% é internado anualmente; 4% de todas as internações; 31% das internações cardiovasculares; 380 000 hospitalizações/ano; média de 5,8 dias cada; R$ 200 milhões anuais; 5,6 a 6,0% de mortalidade hospitalar.

## Causas

### Principais Causas
- Um dos exemplos de Insuficiência Cardíaca é a estenose aórtica, onde uma das válvulas de saída do coração não se abre perfeitamente, e a insuficiência aórtica, onde uma das válvulas permite um refluxo de sangue, fazendo com que o volume de sangue ejetado diminua. Então o coração adota mecanismos para, em um primeiro momento, tentar compensar e aumentar o volume ejetado na sístole do ventrículo esquerdo.
- Também, doenças que aumentam o metabolismo geral do organismo também levam à sobrecarga de trabalho cardíaco. Um exemplo é o hipertireoidismo, que é um excesso de hormônio de tireoide circulante.

- As doenças que diminuem a força de contração do músculo cardíaco, o miocárdio, são as que mais comumente provocam a IC.
  - São exemplos a cardiopatia isquêmica, a Miocardiopatia Dilatada Idiopática, a Cardiopatia hipertensiva e a cardiomiopatia da Doença de Chagas. Nesta mesma linha muitas más-formações cardíacas, as chamadas cardiopatias congênitas, também impõem ao coração uma sobrecarga de trabalho.

- Fatores genéticos: Vários genes que são importantes na insuficiência cardíaca também parecem regular o tamanho e a função do coração em pessoas saudáveis.[24]

## Fisiopatologia
Quando a IC se inicia por diminuição da força do miocárdio (músculo cardíaco), o processo segue com alterações no próprio músculo e no organismo como um todoː
- A alteração na estrutura e na forma do coração se chama remodelação ventricular. Este processo envolve aumento do estresse oxidativo, inflamação local e morte celular programada (apoptose);
- As alterações sistêmicas (fora do coração) decorrem de diminuição da capacidade de perfusão tecidual, ou seja, de levar e trazer os elementos necessários aos funcionamento das células;
- Existem vários sistemas envolvidos nestas alterações, como:
  - Sistema nervoso simpático;
  - Sistema renina angiotensina aldosterona;
  - Substâncias constritoras dos vasos, como a endotelina;
  - Substâncias dilatadoras dos vasos, como o óxido nítrico;
  - Substâncias inflamatórias, como as citocinas interleucina-6, interleucina-1 e fator de necrose tumoral-alfa.

O número de sistemas envolvidos é muito grande e apenas parcialmente conhecido. A interação entre estes múltiplos sistemas leva a progressiva diminuição da capacidade do coração funcionar como efetiva bomba propulsora sangue.

## Diagnóstico
O médico faz o diagnóstico através de um exame clínico:
- Auscultação cardíaca (sopros);
- Auscultação pulmonar (chiado);
- Edema dos membros inferiores.

### Manifestação clínica
A base do diagnóstico de qualquer doença é a história clínica, onde são identificados os sintomas da pessoa doente. Os possíveis sintomas de Insuficiência cardíaca são:
- Dispneia (falta de ar) A falta de ar do portador de insuficiência cardíaca caracteristicamente se dá aos esforços físicos e quando o portador encontra-se deitado (ortopneia);
- Tosse;
- Fraqueza (astenia);
- Edema (inchaço, ou aumento do volume dos membros);
- Dor abdominal;
- Palpitação;
- Tonturas;
- Diminuição da emissão de urina.
  - Habitualmente, estão presentes em cada pessoa doente apenas uma parte dos sintomas acima, em graus variáveis. Uma pessoa tem mais tosse, a outra mais inchaço e assim por diante.
  - Os sintomas não são patognomônicos, ou seja, não são exclusivos desta doença. Uma pessoa pode ter o mesmo grau de inchaço que outra, e a primeira ter insuficiência cardíaca e a segunda ter varizes.

- Falhando o ventrículo esquerdo, o território que congestiona é o pulmonar. Isso explica a falta de ar, que de início surge aos grandes esforços, depois aos médios, terminando pela falta de ar mesmo em repouso. Com a piora surge a ortopneia, a falta de ar quando deitado. A pessoa pode acordar durante a noite devido a falta de ar o que a obriga a sentar para obter algum alívio. É a dispneia paroxística noturna. Isso pode evoluir ainda para um quadro ainda mais grave de descompensação esquerda denominado de edema agudo de pulmão, grave, e que termina em morte se não tratado de urgência.

- Falhando o ventrículo direito surge o edema, ou o inchaço, principalmente das pernas e do fígado, além de outros órgãos, tudo provocado pelo acúmulo de líquidos nesses órgãos.

### Exame físico
No exame físico são identificados sinais da doença. Sinais são dados objetivos, que sensibilizam algum sentido do observador, como a visão ou o tato. São possíveis sinais da Insuficiência cardíaca:
- Dispneia (Respiração dificultosa)
- Taquicardia (Aceleração do coração)
- Palidez
- Estase jugular (Dilatação das veias jugulares no pescoço)
- Hepatomegalia (Aumento do fígado)
- Edema
- Estertores pulmonares

### Exames complementares
Existem numerosos métodos complementares que mostram alterações devida a Insuficiência cardíaca. Cada um deles tem o potencial de ver uma aspecto particular da doença, e como o próprio nome diz, completam a busca de informações feita pelo Terapeuta ao analisar a doença. Não existe um melhor, existe os indicados para aquela situação. São métodos comumente usados na avaliação da Insuficiência cardíaca:
- Eletrocardiografia e seus derivados, (que mostra o coração em funcionamento, podendo ser visualizada a insuficiência cardíaca mais detalhadamente), entre outros;
- Radiografia do tórax, (que visualiza o aumento do coração);
- Exames bioquímicos;
  - PNB Peptídeo natriurético cerebral (tipo B);
- EcoDopplercardiografia com mapeamento de fluxo em cores exame fundamental para a confirmação da insuficiência cardíaca, bem como a sua caracterização, permitindo muitas vezes estabelecer a causa,, bem como o prognóstico;
- Ressonância nuclear magnética, reservada para pacientes com suspeita de miocardite e doenças infiltrativas do coração como sarcoidose, amiloidose, doença de Fabry etc.

## Tratamento
A Insuficiência cardíaca é uma doença que quando não tratada porta péssimo prognóstico, felizmente, há a disponibilidade de um grande número de opções diretas para tratamento, sendo subdivididas em tratamento não farmacológico, tratamento farmacológico e tratamento cirúrgico.

### Tratamento não farmacológico
Em primeiro lugar, é necessário a correção de comorbidades eventualmente portadas pelo pacientes, que podem inclusive serem a etiologia da insuficiência cardíaca, condições como hipertensão arterial sistêmica, diabetes mellitus tipo 2, distúrbios tireoideanos, apneia obstrutiva do sono, anemia e outras, devem ser rastreadas e prontamente tratadas se presentes, visto que o tramentomelhora tanto a qualidade de vida, quanto as taxas de sobrevivência desses pacientes, o tratamento é ainda mais importante em pacientes com Insuficiência cardíaca de fração de ejeção preservada, visto que para essas pessoas não existe medicação capaz de alterar as taxas de mortalidade.
Outras medidas diretamente focadas no tratamento da insuficiência cardíaca existem, neste grupo de medidas se enquadram:
- Optimização do nível de atividade física, não é recomendado à restrição de exercícios físicos, já que estes são capazes de melhorar a tolerabilidade aos sintomas e levarem à perda de peso.
- Utilização de oxigênio em pacientes que apresentam hipoxemia.
- Optimização do consumo de sal e de líquidos,
- Medidas nutricionais, com a identificação e correção de deficiências nutricionais (principalmente de ferro e tiamina, em virtude de piorarem o prognóstico nestes pacientes e no caso desta última, de poder causar uma forma de insuficiência cardíaca) e a manutenção do peso em um intervalo saudável, evitando tanto a obesidade quanto a desnutrição.
- Reabilitação cardíaca.[26]

### Tratamento farmacológico
Durante boa parte da história da humanidade, a insuficiência cardíaca tratou-se de uma doença com péssimo prognóstico, sem a disponibilidade de medicações que conseguissem aumentar a sobrevivência, com o uso de diuréticos e digitálicos sendo usados como as principais opções de tratamento. Contudo, avanços científicos nos últimos 40 anos trouxeram a tona grupos de medicações que são capazes de diminuirem as taxas de mortalidade em pacientes portadores de insuficiência cardíaca de fração de ejeção reduzida, influenciando no eixo Renina-angiotensina-aldosterona, classicamente descritos como os pilares de tratamento, estão inclusos nesses grupos:
- Antagonistas da aldosterona, como a espironolactona ou a eplerona, denominados de diuréticos poupadores de potássio, são capazes de aumentar a diurese, apesar de em um grau menor do que outros diurético. Apresentam como efeito colateral a hipercalemia, sendo contraindicados em pacientes com insuficiência renal manifesta.
- Inibidores da enzima conversora da angiotensina, Antagonistas dos receptores da angiotensina II.
- Bloqueadores beta-adrenérgicos cardioseletivos que são capazes de diminuirem a contratilidade e frequência cardíaca, atuando também na pré-carga e pós-carga, tendo sido demonstrado que melhoram o prognóstico desses pacientes[28], são contra-indicados na presença de choque cardiogênico e bradicardia.
- Inibidores de SGLT-2, como a Dapaglifozina e a Empaglifozina, são uma classe de medicações originalmente desenvolvidas para o tratamento da Diabetes tipo 2, mas que durante a realização de ensaios clínicos randomizados, demonstram potencial na melhora nas taxas de mortalidade e hospitalização destes pacientes, são descritos pelas guias de tratamento mais recentes por diversas sociedades científicas como o quarto pilar de tratamento.

Existem muitas substâncias sob investigação, como:
- Nesiritide;
- Antagonistas da vasopressina;
- Hormônio do crescimento (GH);
- Antagonistas de citocinas.

### Procedimentos mecanicocirúrgicos
Neste grupo se enquadram os procedimentos que buscam corrigir defeitos estruturais do coração ou promover ajuda mecânica à contração.
- Correção de cardiopatias congênitas;
- Correção de cardiopatias valvulares;
- Correção de coronariopatias (angina, infarto etc.);
- Correção de área produtoras de arritmias (ablação);
- Estimulação artificial (marcapasso);
- Balão intra-aórtico (BIA);
- Remodelação cirúrgica do coração;
- Transplante cardíaco.

#### Células estaminais
Neste grupo estão as técnicas que procuram formar novo tecido muscular cardíaco a partir de células progenitoras, chamadas células estaminais. Esta terapia ainda está em estudo em seres humanos (2006), devendo vir a ser disponibilizada para prática clínica após os resultados dos últimos trabalhos científicos.